# Racisme og kultur
Racisme og kultur udkom i dansk oversættelse i 1967 på forlaget Sirius. Bogen er en samling tekster, som den Martinique-fødte psykiater og filosof Frantz Fanon har skrevet fra 1956 frem til sin død i 1961. Teksterne er oversat af Børge Olesen, der har foretaget tekstudvalget sammen med Fanons bror Joby. Teksterne omhandler den algeriske uafhængighedskrig, Afrikas befrielse fra kolonialisme og racisme mere overordnet.

## Brev til Ministerresidenten
I dette åbne brev til den franske generalguvernør i Algeriet fra 1956 fratræder Fanon sin stilling som afdelingslæge på det psykiatriske hospital i Blida-Joinville, som han tiltrådte d. 22. oktober 1953.

Fanon angiver i brevet en række årsager til sin opsigelse. Han skriver blandt andet: 
| Citat | "Hr. Minister, de nuværende begivenheder, der besudler Algeriet med blod, er i mine øjne ikke en tilfældighed. Det drejer sig ikke om et ulykkestilfælde eller om en fejl i mekanismen. Begivenhederne i Algeriet er den logiske følge af et fejlslagent forsøg på at berøve et folk dets forstand." | Citat |
|       | |       |

## Brev til en Franskmand
Brevet er henvendt til en algiersk pied-noir, der er ved at forlade landet, fordi "atmosfæren bliver dårlig". Det er en poetisk beskrivelse af den franske undertrykkelse af den oprindelige algeriske befolkning.

## Algeriet kaster sløret
I denne artikel fra 1959 behandler Fanon de algeriske kvinders brug af sløret. Han belyser de komplekse psykologiske modsætninger, der er mellem de franske kolonisatorer og den oprindelige algeriske befolkning, og hvordan de kommer til udtryk i en kamp om sløret.
Undervejs i artiklen beskriver Fanon også de algeriske kvinders gradvise indlemmelse i FLN's (Algeriets Nationale Befrielsesfront) kamp for uafhængighed. Denne indlemmelse gør, at sløret ud over at være en symbolsk kampplads også giver anledning til militærstrategiske overvejelser.

## Betingelserne for Afrikas befrielse
Artiklen er skrevet i 1960, forud for den anden af i alt tre Fællesafrikanske Folkekonferencer, der skulle afholdes i Tunis. Fanon deltog som repræsentant for FLN.
Fanon har overordnet tre budskaber i artiklen:
- Afkolonisering er ikke en proces, der udvikler sig af sig selv. Den er tværtimod "(...) et direkte produkt af den revolutionære handling, politisk eller bevæbnet - ofte begge dele - hos de afrikanske masser."[3]
- Det er ikke kolonialismen i de enkelte lande, der er fjenden for de afrikanske folk, der kæmper for selvstændighed. Det er kolonialismen som samlet system, som må bekæmpes.
- De afrikanske folk bør være neutrale i konflikten mellem Øst og Vest. Fanon konstaterer dog også, at Østlandene støtter de afrikanske selvstændighedsbegreber konkret, mens Vestlandene er "tvetydige".

## Lumumbas død
Denne artikel fra 1961 er en kommentar til vennen, Patrice Lumumbas død. Lumumba blev i 1960 den første folkevalgte præsident i den Demokratiske Republik Congo. Han blev ti uger senere afsat ved kup, fængslet og siden henrettet.

Her gør Fanon sig igen til talsmand for en pan-afrikanisme. Han kalder Lumumbas død Afrikas første store krise i afkoloniseringsprocessen: 
| Citat | "Sin første store krise - for Afrika må sige, om det går frem, eller om det er på tilbagetog. Det må forstå, at det ikke er muligt for det at gå frem i regioner, at det som et legeme, der ikke vil lemlæstes må gå frem som en hlehed, at der ikke kan være et Afrika, der kæmper imod kolonialismen og et andet, der forsøger at komme til en forståelse med kolonialismen." | Citat |
|       | |       |

Desuden mener Fanon, at det var en fejl, at Lumumba bad FN om at gribe ind i konflikten. Han kritiserer FN for, ifølge hans vurdering, altid at hjælpe de kolonialistiske magter, i stedet for at hjælpe de undertrykte lande.

## Racisme og kultur
Teksten, der har lånt bogen dens titel, er en tale, Fanon i 1956 holdt i Paris på den første kongres for sorte kunstnere og forfattere. Som titlen antyder, handler talen om forholdet mellem racisme og kultur.
En af Fanons pointer er, at racismen er et kulturfænomen, der skifter over tid; fra en oprindelig biologisk racisme mod en mere kulturel racisme. Racismen er et element i en større helhed: "den systematiske undertrykkelse af et folk."
Fanon undersøger videre, hvordan racismen fungerer i kolonilandene, samt hvordan de koloniserede i kampen mod kolonisatorerne (igen) kan udvikle en national kultur. En kultur, Fanon mener kvæles af kolonialismen.
Fanon er kompromisløs i sin indstilling:
| Citat | "Sandheden er, at et koloniland er et racistisk land." | Citat |
|       |                                                        |       |

| Citat | "Vi gentager: enhver kolonialistisk gruppe er racistisk." | Citat |
|       |                                                           |       |

| Citat | "Et samfund er enten racistisk eller ikke-racistisk. Der findes ingen gradsformer. Det er noget sludder at sige om et land, at det er racistisk, men at der hverken forekommer lynchninger eller findes udryddelseslejre i det. Alt dette eksisterer som latente muligheder." | Citat |
|       | |       |